# رودريك بلاكني
رودريك بلاكني (بالإنجليزية: Roderick Blakney)‏ مواليد 6 أغسطس 1976 في هارتسفيل، هو لاعب كرة سلة أمريكي معتزل. بدأ مسيرته الاحترافية في سنة 1998. يبلغ طوله 6 قدم 1.25 بوصة (1.9 م). اعتزل اللعب في 2013.

## المسيرة الاحترافية
لعب مع نادي إيه إي كي لكرة السلة في موسم 2002–2003، ثم لعب مع نادي دينامو موسكو لكرة السلة في موسم 2006–2007، ثم لعب مع نادي أولمبياكوس لكرة السلة في موسم 2007–2008، ثم لعب مع تورك تيليكوم في الدوري التركي في موسم 2008–2009.

## روابط خارجية
- رودريك بلاكني على موقع الاتحاد الدولي لكرة السلة (الإنجليزية)
- رودريك بلاكني على موقع الدوري الأوروبي لكرة السلة (الإنجليزية)
- رودريك بلاكني على موقع الدوري الإسباني لكرة السلة (الإسبانية)
- رودريك بلاكني على موقع كرة السلة الأوروبية.كوم (الإنجليزية)
- رودريك بلاكني على موقع كلية كرة السلة في سبورتس رفرنس.كوم (الإنجليزية)
- رودريك بلاكني على موقع ريلجم (الإنجليزية)
- رودريك بلاكني على موقع بروبوليرز (الإنجليزية)
- رودريك بلاكني على موقع سبورتس رفرنس (الإنجليزية)